# Per Husby

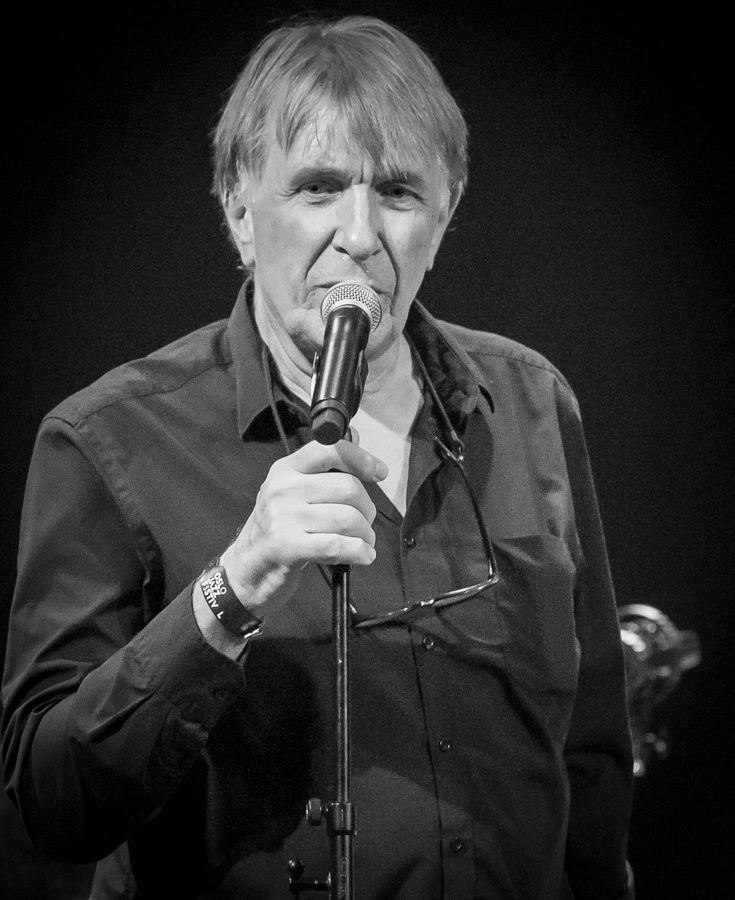
Per Husby auf dem Oslo Jazzfestival (2016).

Per Husby (* 2. April 1949 in Oslo) ist ein norwegischer Jazzpianist und Komponist.

## Leben und Wirken
Husby studierte von 1962 bis 1967 Klavier am Konservatorium von Oslo und bis 1973 Akustik am Technischen Kollege in Trondheim. Außerdem studierte er Musik an der Universität Trondheim und am Berklee College of Music. 
In den 1970er Jahren war Husby in Trondheim aktiv als Leiter eigener Bands, spielte mit Bjørn Alterhaug und Asmund Bjørken und wirkte an Laila Dalseths Album Just Friends mit. Daneben leitete er zwischen 1975 und 1978 ein Septett (u. a. mit Knut Riisnæs, Bernt Anker Steen, Carl Morten Iversen und Sven Erik Gaardvik), mit dem er eigene Kompositionen und Arrangements aufführte und 1976 die LP Peacemaker aufnahm.
Von 1977 bis 1980 war er musikalischer Direktor des Trøndelag-Theaters, spielte mit dem John Pål Inderberg/Tore Engstrøm Quintet und Ove Stokstads Band sowie mit Musikern wie Pepper Adams und James Moody. 
Anfang der 1980er Jahre leitete Husby ein eigenes Quintett. Mit dem Per Husby Orchestra, dem u. a. Karin Krog, Georgie Fame, John Surman, Frode Thingnæs, Jan Allen, Dusko Goykovich und Knut Riisnæs angehörten, trat er bei den Jazzfestivals von Molde und Kongsberg auf und spielte zwei Alben ein (Dedications, 1985, und Your Eyes, 1987). Für Dedications erhielt er den Spellemannprisen. 1989 erhielt er den Buddyprisen. 
Weiterhin entstand in den 1980er Jahren eine Anzahl von Kompositionen, darunter die Musik zur Dokumentarserie 2048 des norwegischen Rundfunks, Notes for Nature, ein Jazzsuite für Sextett, Streichquartett und Stimme, Poesi für drei Soprane, Bläserquintett und Jazzsolisten (1986), Two pieces for brass quintet sowie Stücke für Bigband und kleinere Jazzformationen.
In den 1990er Jahren wirkte Husby als musikalischer Leiter und Arrangeur der Fernseh-Musikshow Da Capo. 1995 nahm er in New York mit zwölf amerikanischen Musikern das Album If You Could See Me Now auf, 1997 spielte er mit Harry Allen, Totti Bergh und George Masso das Album Night Birds (Gemini) ein. Nach 2000 wandte er sich wieder verstärkt der Komposition zu.

## Werke
- Notes for Nature Jazzsuite für Sextett, Streichquartett und Stimme
- Poesi für drei Soprane, Bläserquintett und Jazzsolisten, 1986
- Two pieces for brass quintet, 1987
- Strålar mellom fjell für Bigband, gemischten Chor und Solisten, 2000
- Inverness Wedding für Konzertband, 2001
- Vårsong für gemischten Chor, 2002
- For ein dag für gemischten Chor, 2002
- Half A Nice Day für Bigband, 2002
- Mythos für Konzertband, 2002

| Personendaten    | Personendaten                          |
| ---------------- | -------------------------------------- |
| NAME             | Husby, Per                             |
| KURZBESCHREIBUNG | norwegischer Jazzpianist und Komponist |
| GEBURTSDATUM     | 2. April 1949                          |
| GEBURTSORT       | Oslo                                   |